# Chavanatte
Chavanatte – miejscowość i gmina we Francji, w regionie Burgundia-Franche-Comté, w departamencie Territoire de Belfort.
Według danych na rok 1990 gminę zamieszkiwało 129 osób, a gęstość zaludnienia wynosiła 33 osoby/km² (wśród 1786 gmin Franche-Comté Chavanatte plasuje się na 614. miejscu pod względem liczby ludności, natomiast pod względem powierzchni na miejscu 891.).